# Oracle Reports
Oracle Reports — инструмент разработки форматированных отчетов, опирающихся на данные, хранящиеся в Oracle (СУБД). Составными частями Oracle Reports являются Oracle Reports Developer (как компонент пакета Oracle Developer Suite) и Oracle Application Server Reports Services (компонент пакета Oracle Application Server).

## Особенности и возможности
Oracle Reports имеет визуальный интерфейс, благодаря которому значительно сокращается время разработки.
Oracle Reports предусматривает масштабируемую многоуровневую архитектуру клиент-серверного приложения.
Предусмотрена возможность запланировать отчеты для выполнения в периоды низкой загрузки серверов.

## Исходящие форматы
Отчеты могут быть предоставлены в форматах
- HTML
- RTF
- PDF
- XML
- Microsoft Excel
- RDF